# نيكي تايلر
نيكي تايلر (بالإنجليزية: Nikki Tyler)‏ من مواليد 4 ديسمبر 1972 ممثلة إباحية سابقة اشتهرت بعملها في تسعينيات القرن الماضي.

## روابط خارجية
- نيكي تايلر على موقع IMDb (الإنجليزية)
- نيكي تايلر على موقع إن إن دي بي (الإنجليزية)
- نيكي تايلر على موقع قاعدة بيانات الفيلم (الإنجليزية)
- نيكي تايلر على موقع كينوبويسك (الروسية)